# Upogebia molipollex
Upogebia molipollex är en kräftdjursart som beskrevs av Williams 1993. Upogebia molipollex ingår i släktet Upogebia och familjen Upogebiidae. Inga underarter finns listade i Catalogue of Life.